# Aechmea dichlamydea
Aechmea dichlamydea es una especie de planta fanerógama perteneciente a la familia Bromeliaceae, endémica de Venezuela.

## Cultivares
- Aechmea 'Orange Sunset'
- Aechmea 'Shelldancer'

## Taxonomía
Aechmea dichlamydea fue descrita por John Gilbert Baker y publicado en Journal of Botany, British and Foreign 17: 133. 1879.
Etimología
Aechmea: nombre genérico que deriva del griego akme ("punta"), en alusión a los picos rígidos con los que está equipado el cáliz.
dichlamydea: epíteto latino que significa "con dos mantos".
Variedades
- Aechmea dichlamydea var. dichlamydea
- Aechmea dichlamydea var. pariaensis Pittendr.
- Aechmea dichlamydea var. trinitensis L.B.Sm.

Sinonimia
- Platyaechmea dichlamydea (Baker) L.B.Sm. & W.J.Kress

var. dichlamydea
- Aechmea nichollsii  Baker	[3]